# Scottellia
Scottellia is een geslacht uit de familie Achariaceae. De soorten uit het geslacht komen voor in tropisch Afrika, van West-Afrika tot in Soedan in het oosten en Angola in het zuiden.

## Soorten
- Scottellia klaineana Pierre
- Scottellia leonensis Oliv.
- Scottellia orientalis Gilg